# Waldhausen, Niederösterreich
Waldhausen är en ort och kommun  i Österrike. Den ligger i distriktet Zwettl i förbundslandet Niederösterreich, 90 kilometer nordväst om huvudstaden Wien. 
Kommunen består av tolv orter (Ortschaften) (inom parentes invånarantal 1 januari 2024):

- Brand (204)
- Gutenbrunn (54)
- Hirschenschlag (50)
- Königsbach (101)
- Loschberg (54)
- Niedernondorf (140)
- Niederwaltenreith (39)
- Obernondorf (135)
- Rappoltschlag (89)
- Waldhausen (196)
- Werschenschlag (65)
- Wiesenreith (53)